# Mesochorus magnus
Mesochorus magnus là một loài tò vò trong họ Ichneumonidae.